# Liste der Bodendenkmale in Barsinghausen
In der Liste der Bodendenkmale in Barsinghausen sind die Bodendenkmale der niedersächsischen Gemeinde Barsinghausen aufgeführt. Die Quelle ist der Denkmalatlas Niedersachsen. 

Barsinghausen in der Region Hannover

Der Stand der Liste ist der 16. Januar 2025.

## Allgemein
In den Spalten finden sich folgende Informationen des Bodendenkmales:
| Lage         | geographische Koordinaten                                                           |
| Bezeichnung  | Bezeichnung lt. Denkmalatlas                                                        |
| Beschreibung | Beschreibung lt. Denkmalatlas                                                       |
| ID           | Objekt-ID                                                                           |
| Bild         | Bild, ggf. zusätzlich mit Link zu weiteren Fotos im Medienarchiv Wikimedia Commons. |

## Barsinghausen
| Lage                        | Bezeichnung                  | Beschreibung                                                        | ID       | Bild           |
| --------------------------- | ---------------------------- | ------------------------------------------------------------------- | -------- | -------------- |
| 52° 17′ 16″ N, 9° 25′ 56″ O | Barsinghausen 2, Grabhügel   | Durchmesser ca. 7 m und Höhe ca. 0,45 m. Länglich-oval, Steinhügel. | 28969547 | BW             |
| 52° 16′ 48″ N, 9° 25′ 34″ O | Barsinghausen 11, Grenzstein | auch auf der Liste der Baudenkmale in Lauenau                       | 28969550 | Weitere Bilder |

## Hohenbostel
| Lage                        | Bezeichnung                    | Beschreibung | ID       | Bild |
| --------------------------- | ------------------------------ | --- | -------- | ---- |
| 52° 18′ 10″ N, 9° 25′ 29″ O | Hohenbostel 1, Grabhügel       | Durchmesser ca. 8 m und Höhe ca. 0,5 m. | 28969551 | BW   |
| 52° 18′ 11″ N, 9° 25′ 30″ O | Hohenbostel 2, Grabhügel       | | 28969552 | BW   |
| 52° 18′ 23″ N, 9° 26′ 21″ O | Hohenbostel 3, Grabhügel       | Durchmesser ca. 8 m und Höhe ca. 0,8 m. | 28969553 | BW   |
| 52° 18′ 22″ N, 9° 26′ 21″ O | Hohenbostel 4, Grabhügel       | Größe ca. 8 × 12 m und Höhe ca. 0,8 m. Oval. | 28969554 | BW   |
| 52° 18′ 33″ N, 9° 25′ 45″ O | Hohenbostel 5, Grabhügel       | Durchmesser ca. 10 m und Höhe ca. 0,5 m. | 28969555 | BW   |
| 52° 18′ 39″ N, 9° 25′ 9″ O  | Hohenbostel 6, Grabhügel       | Durchmesser ca. 10 m und Höhe ca. 0,7 m. Steinhügel. | 28969556 | BW   |
| 52° 18′ 39″ N, 9° 25′ 8″ O  | Hohenbostel 7, Grabhügel       | Durchmesser ca. 8 m und Höhe ca. 0,6 m. Steinhügel. SW-Teil anscheinend gestört. Von Laub- und Astwerk bedeckt; darunter nur vergleichsweise wenig Steine auszumachen. | 28969557 | BW   |
| 52° 18′ 11″ N, 9° 25′ 44″ O | Hohenbostel 8, Grabhügel       | Durchmesser ca. 12 m und Höhe ca. 0,9 m, Steinhügel. Alter Kopfstich, Dm. ca. 3 m; T. ca. 0,5 m. | 28969558 | BW   |
| 52° 18′ 20″ N, 9° 26′ 12″ O | Hohenbostel 9, Grabhügel       | Durchmesser ca. 14 m und Höhe ca. 1,2 m. In N-S-Richtung verläuft alter Suchschnitt. T. ca. 0,3 m; Br. ca. 1 m. | 28969559 | BW   |
| 52° 18′ 31″ N, 9° 25′ 48″ O | Hohenbostel 10, Grabhügel      | Durchmesser ca. 8 m und Höhe ca. 0,5 m. | 28969560 | BW   |
| 52° 17′ 39″ N, 9° 24′ 49″ O | Hohenbostel 14, Wall           | Wall mit vorgelagertem Graben, beiderseits der Kreisgrenze zwischen Hohenbostel und Feggendorf. Gesamtlänge 80 m. Im NW ein vorgelagerter Graben. Wallbreite 9 m; Höhe bis 1,2 m; Krone gewölbt; Grabenbreite 4,5 m; Tiefe 0,8 m. Wegesperre des Kammweges zum Schutz der nahegelegenen Heisterburg. - Teilstück ID: 38693689 | 28969562 | BW   |
| 52° 18′ 22″ N, 9° 24′ 35″ O | Hohenbostel 19, Abschnittswall | Wall in O-W-Orientierung, beiderseits der Landkreisgrenze. Nördlich vorgelagerte Berme und einen Graben. Länge ca. 130 m, Breite ca. 9 m, Höhe bis 1,6 m, Bermen-Breite 3 m, Graben-Breite ca. 8 m, Tiefe bis 1,5 m. Kurze Unterbrechung im westl. Bereich, sonst sehr gut erhalten. Der Wall diente wohl als Wegesperre des Deisterkammweges. Seine Zugehörigkeit zur Heisterburg oder zur Bückethaler Landwehr ist nicht geklärt. Vermutlich mittelalterlicher oder frühneuzeitlicher Zeitstellung. - Teilstück ID: 37211256 | 37211205 | BW   |

## Landringhausen
| Lage                        | Bezeichnung                | Beschreibung | ID       | Bild |
| --------------------------- | -------------------------- | --- | -------- | ---- |
| 52° 21′ 51″ N, 9° 26′ 47″ O | Landringhausen 2, Isenburg | Weitgehend verpflügte frühmittelalterliche Wallanlage. Der nördliche Ringwall (Hauptburg) hatte einen Dm. 70 – 75 m. Im S schloß sich eine sackförmige Vorburg von ca. 110 m Länge und fast 100 m Breite an. Der Zugang lag im NO. Einstige Höhe der Wälle ca. 4 m. Heute noch etwa 0,5 m hoch. Gräben im NO und O sowie zwischen Haupt- und Vorburg. Im Acker nach dem Pflügen wird die helle Verfärbung der ehemaligen Wallaufschüttung sichtbar. Bei Schräglicht ist die Umwallung z.T. mit vorliegendem Graben als Kontur sichtbar. Ringwall im N mit 50 – 60 m Dm.; Vorburg im S ca. 70 – 80 m lang. | 28951057 | BW   |